# Río Barrados
El río Barrados es un curso de agua del noreste de la península ibérica, afluente del Garona. Discurre por la provincia de Lérida.

## Curso
El río, que nace en el valle de Arán, discurre por la provincia de Lérida y, después de atravesar lugares como Vilamós y Arrés, acaba desembocando en el Garona. Aparece descrito en el cuarto volumen del Diccionario geográfico-estadístico-histórico de España y sus posesiones de Ultramar de Pascual Madoz con las siguientes palabras:

BARRADOS: r. en la prov. de Lérida, part. jud. de Viella en el valle de Aran; tiene su origen en la montaña llamada Artiguetes, térm. de Arrós y Vila confinante con el de Bagergue; su curso es perenne y de E. á O., recibiendo sucesivamente por su izq. las aguas del barranco de Serra escorjada: las del riach. des Termes y las del barranco Salíes; y por la der. el riach. Saseca con otras fuentecillas de poco caudal: tiene un puente para facilitar el paso hácia Vilamos, Arres y otros pueblos, y cuatro palancas ó puentecillos de maderos, llamadas de Resech, San Juan, Desús y la restante sin nombre especial cerca de su nacimiento, las cuales sirven para atravesar el r. por otros tantos puntos; cria muchas y esquisitas truchas, confluye en el Garona cerca del puente de Arrós.
(Madoz, 1846, p. 38)